# Bintungan Bejangkar Baru
Bintungan Bejangkar Baru is een bestuurslaag in het regentschap Mandailing Natal van de provincie Noord-Sumatra, Indonesië. Bintungan Bejangkar Baru telt 1632 inwoners (volkstelling 2010).